# Jordi Nadal
Pour les articles homonymes, voir Nadal.
Jordi Nadal i Oller, né le 14 mars 1929 à Cassà de la Selva et mort à Barcelone le 8 décembre 2020, est un économiste et historien espagnol considéré comme l'une des personnes qui font autorité dans l'histoire du processus industriel en Espagne. Il a aussi été enseignant de mathématiques au niveau collégial.
Il est docteur en histoire de l'université de Barcelone et fut professeur à l'université de Valence et occupe le poste de professeur à l'université Pompeu Fabra.

## Publications
- El fracaso de la revolución industrial en España
- Moler, tejer y fundir
- Atlas de la industrialización de España

## Distinctions
Jordi Nadal reçoit en 1983 le prix Narcís Monturiol. En 1997 il est décoré de la Creu de Sant Jordi, distinction décernée par la Generalitat de Catalogne et en 2004 du prix national Pascual Madoz en droit et en sciences économiques.